# Франкенмут (Мичиген)
Франкенмут (енгл. Frankenmuth) град је у америчкој савезној држави Мичиген. По попису становништва из 2010. у њему је живело 4.944 становника.

## Демографија
Према попису становништва из 2010. у граду је живело 4.944 становника, што је 106 (2,2%) становника више него 2000. године.
| Група             | 2000.         | 2010.         |
| Белци             | 4.745 (98,1%) | 4.746 (96,0%) |
| Афроамериканци    | 13 (0,3%)     | 27 (0,5%)     |
| Азијати           | 14 (0,3%)     | 41 (0,8%)     |
| Хиспаноамериканци | 46 (1,0%)     | 94 (1,9%)     |
| Укупно            | 4.838         | 4.944         |